# حنا حداد
حنا حداد ((بالعبرية: חנא חדד‏) 19 أبريل 1919) ضابط سابق وسياسي عربي إسرائيلي. كان عضواً في الكنيست لحزب العمل بين عامي 1995 و1996.

## السيرة الذاتية
وُلد حداد في الجش بالجليل عام 1919 وتلقى تعليمه في المدرسة الثانوية قبل التحاقه بقوات الشرطة. عمل كمخبر وأصبح كبير المشرفين ومساعدًا لوزير الداخلية.
ترأس قائمة الأخوة العرب في انتخابات الكنيست عام 1981، لكنها فازت بنسبة 0.4% فقط من الأصوات وفشل في تجاوز العتبة الانتخابية، ثم أصبح عضواً في الوفد الإسرائيلي لدى الأمم المتحدة عام 1988. كان على قائمة حزب العمل لانتخابات عام 1992 لكنه فشل في الفوز بأية مقاعد، إلا أنه دخل الكنيست في 5 يوليو 1995 كبديل لأبراهام بورغ، وأصبح نائبًا لرئيس الكنيست، ثم فقد مقعده في انتخابات 1996.

## وصلات خارجية
- حنا حداد على الموقع الإلكتروني للكنيست